# حلقه (نظریه گراف)

یک گراف با یک حلقه در راس ۱

در نظریه گراف، یک حلقه یا طوقه (همچنین به نام خودحلقه یا قلاب) یالی است که یک راس را به خودش متصل می‌کند؛ به عبارت دیگر، راس ابتدایی و انتهایی آن یکسان است. گراف ساده نمی‌تواند حاوی حلقه باشد.
بسته به زمینه مورد بحث، نوعی از گراف ممکن است بر اساس وجود یا عدم وجود حلقه تعریف شود. برای نمونه، برخی ریاضی‌دانان، شبه‌گراف را حالت خاصی از گراف چندگانه غیرجهت‌دار تعریف می‌کنند که مجاز به داشتن حلقه باشد.